# Sarah McDonald
Sarah McDonald (née le 2 août 1993) est une athlète britannique, spécialiste des courses de demi-fond.

## Biographie
En 2017, elle termine sixième du 1 500 m des championnats d'Europe en salle et atteint les demi-finales des championnats du monde à Londres. En décembre 2017, lors des championnats d'Europe de cross-country, elle remporte l'épreuve mixte en compagnie de Melissa Courtney, Cameron Boyek, et Tom Marshall.
Le 27 mai 2018, elle termine deuxième du Westminster Mile à Londres en 4 min 36 s derrière Melissa Courtney.
Le 26 mai 2019, elle termine à nouveau deuxième du Westminster Mile en 4 min 32 s derrière Melissa Courtney à nouveau.

## Palmarès
| Date | Compétition      | Lieu    | Résultat | Épreuve | Temps      |
| ---- | ---------------- | ------- | -------- | ------- | ---------- |
| 2018 | Westminster Mile | Londres | 2e       | Mile    | 4 min 36 s |
| 2019 | Westminster Mile | Londres | 2e       | Mile    | 4 min 32 s |